# Jak and Daxter (franquia)
Jak and Daxter é uma franquia de jogos criada pela empresa Naughty Dog, mais precisamente por Andy Gavin e Jason Rubin, responsáveis por criarem anteriormente a série Crash Bandicoot. A série consiste em quatro jogos principais, mais dois spin-offs.
Os jogos principais são jogos de plataforma, que incluem a resolução de quebra-cabeças e outros elementos
comuns nesse genêro, como pular, correr e desviar de inimigos. A partir do segundo jogo, o jogador poderá utilizar diversos tipos de armas de fogo.
A história é focada em Jak e Daxter, dois amigos que partem em muitas aventuras por diversos tipos lugares, como florestas, desertos, vulcões, cidades, entre outros.

## Jogos

### Série principal
- Jak and Daxter: The Precursor Legacy
- Daxter
- Jak II
- Jak 3

### Spin-offs
- Jak X: Combat Racing
- Jak and Daxter: The Lost Frontier

## Recepção crítica
| Jogo                                 | GameRankings              | Metacritic        |
| ------------------------------------ | ------------------------- | ----------------- |
| Jak and Daxter: The Precursor Legacy | (PS2) 90.22%              | (PS2) 90          |
| Jak II                               | (PS2) 87.93%              | (PS2) 87          |
| Jak 3                                | (PS2) 85.33%              | (PS2) 84          |
| Jak X: Combat Racing                 | (PS2) 77.01%              | (PS2) 76          |
| Daxter                               | (PSP) 86.35%              | (PSP) 85          |
| Jak and Daxter: The Lost Frontier    | (PSP) 72.84% (PS2) 69.50% | (PSP) 71 (PS2) 72 |

A série recebeu críticas positivas dos críticos, que a chamaram de "os melhores jogos de plataformas de ação (d)a geração".
O IGN louvou os "imensos mundos, personagens memoráveis, histórias cheias de ação, e ótima jogabilidade".
O GameSpot deu louvor semelhante, dizendo que "a sua execução firme e pesados elementos de ação asseguram que as coisas nunca se tornaram maçantes", e que "consegue proporcionar uma experiência de jogo gratificante que não deve ser perdida".
O Game Informer observou que "a série foi impulsionada por uma sensação agitada de inovação", elogiando "o trabalho de Naughty Dog nesta franquia (por criar) grandes personagens, jogabilidade bem afinada, e uma criatividade incessante", e sentiu-se "nos jogos Jak enfrentando aventuras épicas".